# جيمس غروندي (لاعب شطرنج)
جيمس غروندي (بالإنجليزية: James Grundy)‏ هو لاعب شطرنج أمريكي، ولد في 14 فبراير 1855 في مانشستر في المملكة المتحدة، وتوفي في 26 يناير 1919.

## وصلات خارجية
- جيمس غروندي على موقع مباريات الشطرنج (الإنجليزية)